# John Spencer (acteur)
Pour les articles homonymes, voir John Spencer et Spencer.
John Spencer, né John Speshock le 20 décembre 1946 à New York et mort le 16 décembre 2005 à Los Angeles en Californie, est un acteur américain.
Il est notamment connu pour son rôle de Leo McGarry, le secrétaire général de la Maison-Blanche dans la série télévisée À la Maison-Blanche (1999-2006).

## Biographie

### Jeunesse
Fils de John et Mildred Speshock, ouvriers d'origine ukrainienne par son père et irlandaise par sa mère, John Spencer naît à New York et grandit à Totowa dans le New Jersey.
À l'âge de 16 ans, il intègre l'école Professional Children's School à Manhattan et commence sa carrière à la télévision dans la série The Patty Duke Show (en). Parmi ses camarades de classe se trouvent Liza Minnelli et le violoniste Pinchas Zukerman. Par la suite, il s'inscrit à l'université de Fairleigh Dickinson mais ne termine pas ses études.

### Carrière
En 1983, John Spencer joue dans la scène du début du film Wargames de John Badham, dans le rôle du chef de poste de l'abri souterrain des missiles intercontinentaux, aux côtés de Michael Madsen.
En 1990, il se fait remarquer dans le film Présumé Innocent d'Alan J. Pakula. Dans les années 1990, il tient le rôle principal de Tommy Mullaney dans la série télévisée La Loi de Los Angeles.
En 1995, il joue dans la comédie romantique Forget Paris de Billy Crystal. La même année, il participe aux scènes filmées du jeu vidéo Wing Commander IV - Le prix de la liberté, dans le rôle du capitaine Hugh Paulsen. Dans Rock (1996), il interprète le rôle du directeur du FBI James Womack. 
En 1998, il joue le rôle du chef de la police dans le film Négociateur aux côtés de Kevin Spacey et de Samuel Lee Jackson.
En 2002, il participe à la production théâtrale The Exonerated, parallèlement à son personnage dans la série À la Maison-Blanche.

### Vie privée et mort
John Spencer a été marié puis divorce dans les années 1970.
Il a reconnu avoir été alcoolique et toxicomane, et a pris du réconfort dans son hobby, le jardinage.
Il meurt le 16 décembre 2005 à l'Olympia Medical Center de Los Angeles des suites d'une attaque cardiaque, quatre jours avant son 59e anniversaire. Il n'a pas de descendants immédiats.
La NBC et Warner Bros. Television ont intégré la mort de l'acteur dans la série À la Maison-Blanche, en faisant mourir son personnage.

## Filmographie

### Cinéma
- 1983 : Wargames de John Badham : le capitaine Jerry Lawson
- 1985 : Le Retour du Chinois de James Glickenhaus : le pilote de Ko
- 1987 : Hiding Out (en) de Bob Giraldi : Bakey
- 1989 : Black Rain de Ridley Scott : Oliver
- 1989 : Far from Home de Meiert Avis : TV Preacher
- 1989 : Mélodie pour un meurtre d'Harold Becker : le lieutenant
- 1990 : Présumé Innocent d'Alan J. Pakula : l'inspecteur Lipranzer
- 1990 : Green Card de Peter Weir
- 1995 : Forget Paris de Billy Crystal : Jack
- 1996 : Rock de Michael Bay : le directeur du FBI James Womack
- 1997 : Copland de James Mangold : l'inspecteur Leo Crasky
- 1998 : Négociateur de F. Gary Gray : le capitaine Al Travis
- 1998 : L'Heure magique de Robert Benton : le capitaine Phil Egan
- 1999 : Vorace d'Antonia Bird : le général Slauson

### Télévision
- 1990 : New York, police judiciaire (saison 1, épisode 1 : « Prescription fatale »)
- 1990-1994 : La Loi de Los Angeles : Tommy Mullaney (saisons 5 à 8)
- 1994: Perry Mason: The case of the grimacing governor.
- 1997 : Loïs et Clark : Les Nouvelles Aventures de Superman (saison 4, épisode 12 : « Amour filial et arme fatale »)
- 1999-2006 : À la Maison-Blanche : Leo McGarry, le secrétaire général de la Maison-Blanche

## Distinctions
- John Spencer remporte  en 1981 un Obie Award pour la production off-Broadway Still Life où il interpréte un vétéran du Viêt Nam[1].
- Il reçoit une nomination au Drama Desk Awards pour The Day Room.
- Après deux nominations, il remporte en 2002 un premier Emmy Award pour son interprétation de Leo McGarry dans la série À la Maison-Blanche. Les épisodes utilisés par les votants des Emmy étaient l'épisode « Bartlet pour l'Amérique », dans lequel Leo doit témoigner devant une commission du Congrès au sujet de la santé du président, avec des flashbacks sur ses propres erreurs passées, et l'épisode « On a tué Yamamoto ».